# Rossana Arellano
Rossana Hasson, seudónimo de Rossana Arellano Guirao (Santiago, 22 de enero de 1961) es una escritora, poeta, cuentacuentos, prologista, editora, agente literaria chilena. Obtuvo el Fondo de la Cultura el año 2015.

## Biografía
Rossana Hasson pasó la infancia en el sur de Chile, entre Puerto Montt y Osorno. Más tarde ingresa a la Universidad de Chile , Sede Arturo Prat en la ciudad de Iquique a cursar la carrera de Pedagogía en biología y Ciencias durante 2 años. Durante el año 2019 realiza el Diplomado en Literatura Infantil y juvenil en la Universidad Católica en Santiago de Chile.
Participó en los Talleres de Raúl Zurita, Floridor Pérez y Héctor Hernández Montecinos entre los años 2008 y 2011.
En 2005 viaja a  Argentina a participar en Encuentros de Literatura Infantojuvenil.
Muchos de sus poemas han sido traducidos al rumano, portugués, alemán, hebreo, francés, inglés, catalán, ruso y mapudungún.

## Obras
- Abróchame el alma Poesía  (2009) publicado en España , Edición Artesana
- Bajo Río Antología de Poetas y Narradores (2009) Editorial Mago Editores
- Versos Encadenados Antología de Poetas (2009) Lom Editores
- Sin Fronteras Antologis de Poetas (2010) Editorial Cartonera, México.
- Nuestro Horizonte un poema Antología de Poetas (2011) Edición artesanal, Perú.
- A verso abierto Antología de Poetas  (2012) Editorial Sabor artístico, Argentina.
- Mata Ki Te Rangi Poesía  (2012) Editorial la Silla.
- El Nido Poesía  (2012) Mago Editores.
- Huellas (Antología de poetas y narradores 2012) Editorial Sabor Artístico
- Puente de Utopía (Antología de poesía, 2013) Editorial ADL, Argentina.
- Mister Zancudo y otros poemas infantiles  (2015) Editorial Orlando
- Antología Rumano - Chilena (2016) Editorial Orlando
- Agustín y las hienas locas cuento (2016) Editorial Piélago
- Antología Poética Chile (2016) Editorial LOM
- Mujeres al fin del mundo Poesía (2016) Editorial Orlando
- Cartas a Lorraine Prosa poética (2018) Editorial Orlando